# Universitat d'Addis Abeba

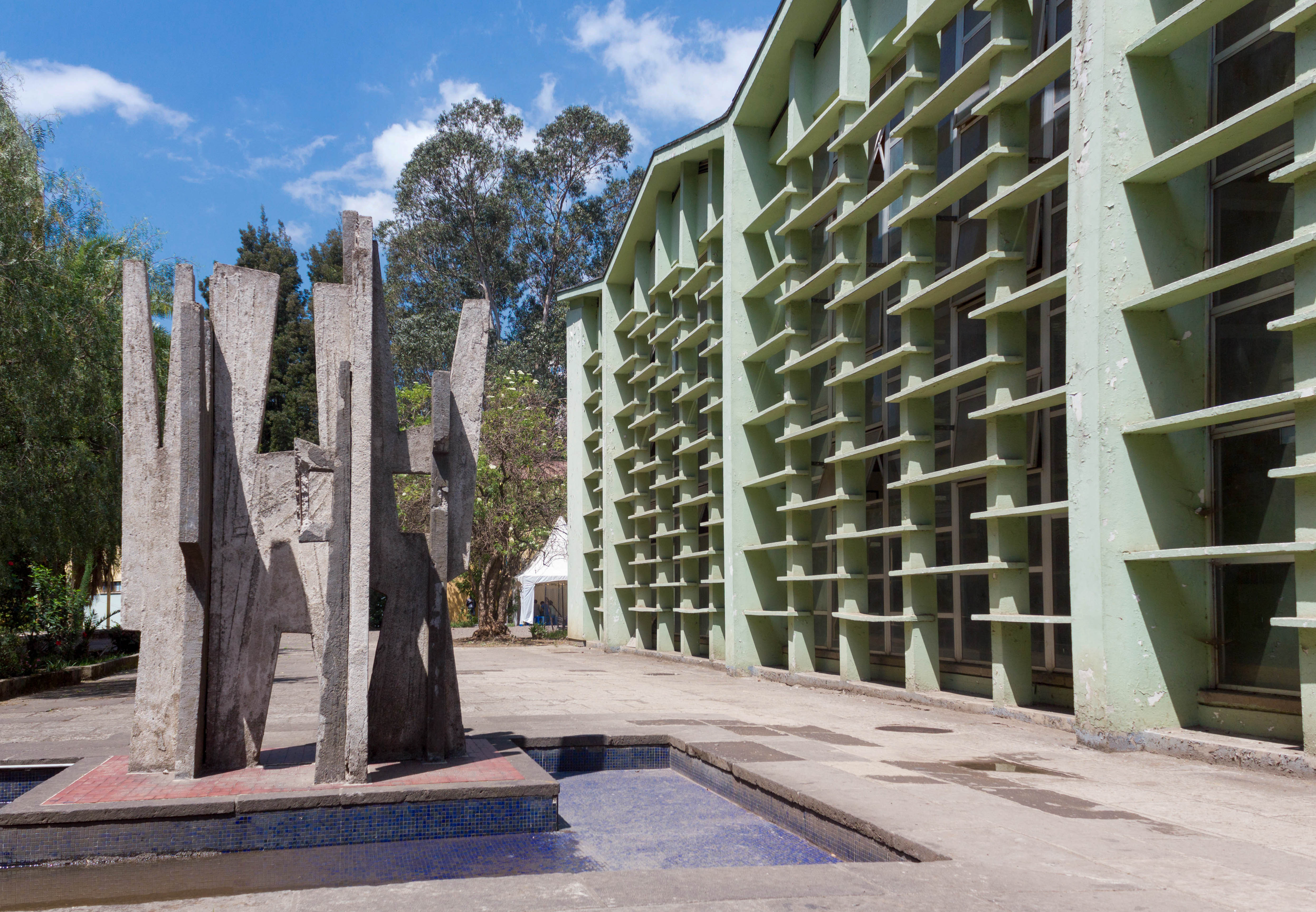
Facultat de Farmàcia de la Universitat d'Addis Abeba.

La Universitat d'Addis Abeba és una universitat estatal situada a Addis Abeba, la capital d'Etiòpia. El curs 2013/2014 tenia 33,940 estudiants matriculats, 13.000 estudiants de postgrau i 1733 estudiants de doctorat, el que fa un total de 48.673 estudiants.

## Campus
La universitat té tretze campus. Dotze estan situats a Addis Ababa, i un és localitzat en Bishoftu, aproximadament a 45 quilòmetres. També té convenis amb altres centres de diversos indrets d'Etiòpia. Els campus són de Ciències Naturals i Computacionals, d'Educació i Estudis Conductistes, de Ciències Socials, d'Humanitats, Estudis de Llengua, Periodisme i comunicació, d'Estudis de Desenvolupament, d'Empresarials, de Dret i ciències polítiques, d'Arts Visuals, d'Agricultura i Medicina veterinària, de Ciències de la Salut i finalment de Tecnologia.

## Història
La universitat fou fundada el 1950 pel canadenc jesuïta Lucien Matte, a petició de Haile Selassie, el 1962 fou rebatejada com la Universitat Haile Selassie i el 1975 va rebre el seu nom actual.
El desembre de 2002 van dimitir tres destacats administradors del centre per denunciar la interferència creixent del govern en assumptes interns del centre, quan van rebre pressions per canviar el sistema d'avaluacions per afavorir el partit del govern.